# شعبانلو (مياندوآب)
شعبانلو عليا هي قرية في مقاطعة مياندوآب، إيران. عدد سكان هذه القرية هو 1,473 في سنة 2006.